# Georgskathedrale (Hama)

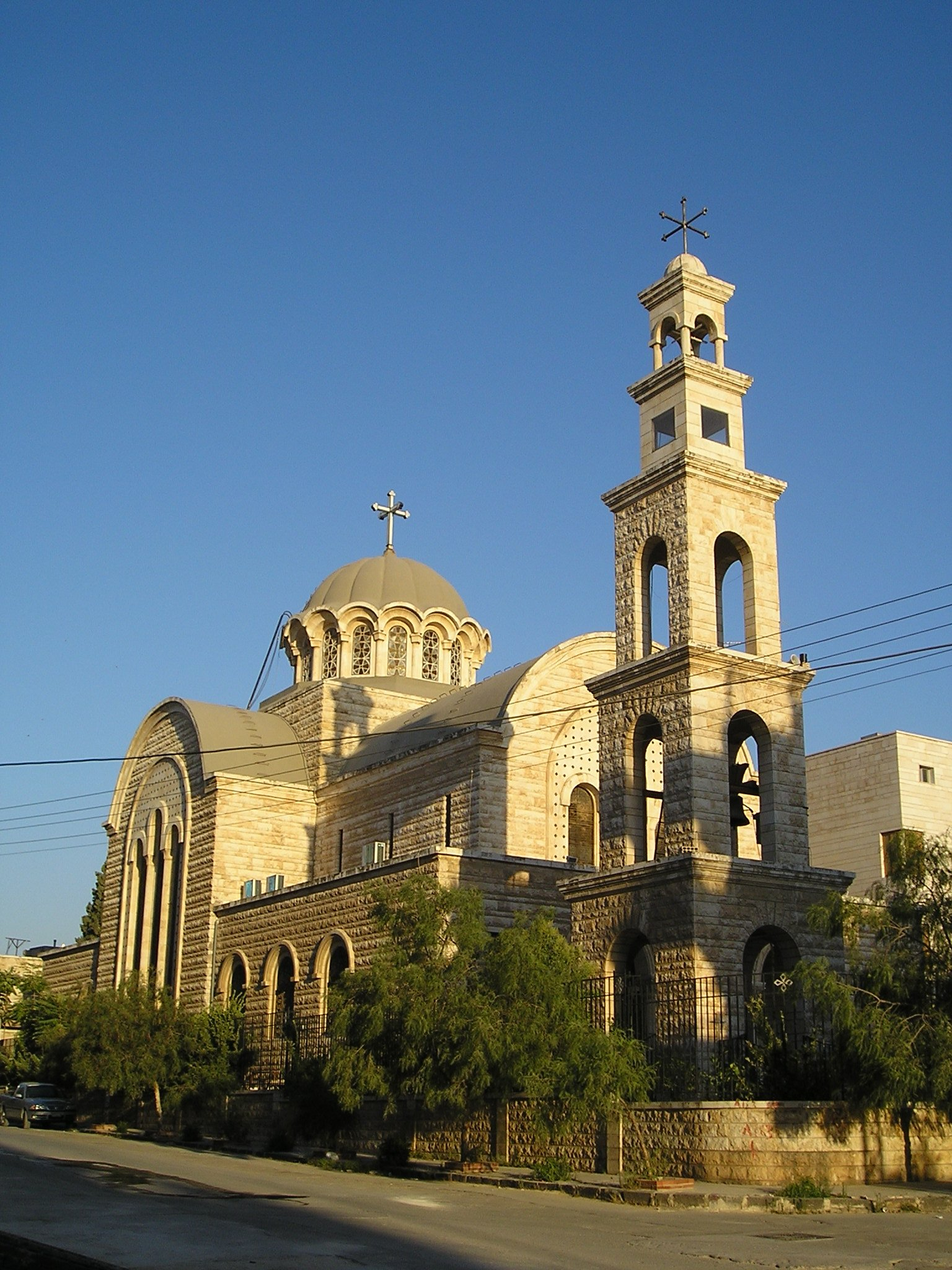
Georgskathedrale in Hama, 2005

Die Kathedrale St. Georg oder Georgskathedrale (arabisch كاتدرائية القديس جاورجيوس oder كاتدرائية القديس جاورجيوس للروم الأرثوذكس الإنطاكية) ist die Kathedrale des Erzbistums Hama der griechisch-orthodoxen Kirche in Hama in Syrien.

## Standort
Die Kathedrale steht südwestlich vom heute unbebauten Burghügel (قلعة حماة), um den die Straße „Um die Burg“ (حول القلعة) herumführt, rund 40 m westlich von dieser an einer Richtung Westen abgehenden Seitenstraße.

## Geschichte
Die Kirche in ihrer heutigen Form wurde 1839 fertiggestellt.

## Architektur
Die Georgskathedrale ist aus hellen Steinen gemauert. Die geostete Kirche hat einen kreuzförmigen Grundriss mit rund gewölbten Dächern und einer Kuppel mit Kreuz in der Mitte, deren Tambour 16 Rundbogenfenster aufweist. Nordwestlich an der Straßenecke steht ein alleinstehender, sich in Form einer sehr schlanken Stufenpyramide verjüngender Glockenturm mit quadratischem Querschnitt.

## Bistum und Bischof
Die Georgskathedrale von Hama ist Kathedralkirche des Erzbistums Hama und Dependenzen. Erzbischof seit dem 30. März 2017 und Metropolit für Hama und Dependenzen seit dem 7. Juli 2017 ist der 1957 in Damaskus geborene Nikolaus Baalbaki.